# Christo Stojanow

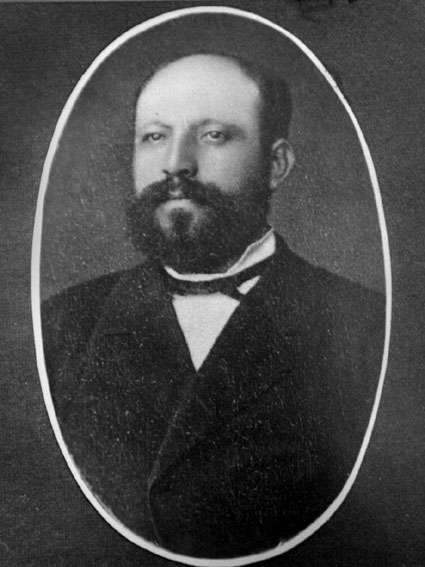
Christo Stojanow, Datierung unbekannt

Christo Todorow Stojanow (bulgarisch Христо Тодоров Стоянов; * 1842 in Sofia; † 19. Junijul. / 1. Juli 1895greg. ebendort) war ein bulgarischer Jurist und Politiker. Er war zweimal Präsident des Obersten Gerichts Bulgariens und mehrfach kurzzeitig Minister in verschiedenen Regierungen seines Landes.

## Leben und Beruf
Nach dem Schulbesuch in Sofia vervollständigte Stojanow zunächst von 1860 bis 1863 auf dem Gymnasium in Odessa seine Schulbildung und arbeitete 1863/64 in Sofia als Lehrer, bevor er bis 1868 an der Moskauer Universität Rechtswissenschaften studierte. Nach der Rückkehr ins omanische Bulgarien arbeitete er als Lehrer bzw. Schulleiter in verschiedenen Städten Bulgariens, darunter zwischen 1869/70 das Männergymnasium von Plowdiw Kyrill und Method. Weiterhin beteiligte sich an den kirchenpolitischen Auseinandersetzungen um die Gründung eines eigenständigen bulgarischen Exarchats und war Redakteur der Zeitung Prawo. Nach dem Aprilaufstand 1876 ging er nach Russland zurück um von dort aus Freiwilligenabteilungen für die Befreiung Bulgariens von der osmanischen Fremdherrschaft zu organisieren.
Während des russisch-türkischen Krieges 1877/78 arbeitete Stojanow in der russischen Zivilverwaltung Bulgariens, u. a. als Gouverneur Sofias. Im Mai 1878 wurde er einer der vier Richter des noch von der russischen Besatzungsmacht eingerichteten Obersten Gerichtes des neuen Fürstentums Bulgarien, 1879 dann der dritte Präsident dieses Gerichtes, welches 1880 entsprechend einem Gesetz über die Neuordnung des Justizwesens zum Obersten Kassationsgericht umgestaltet wurde. Aus dieser Position heraus wurde Stojanow zum Justizminister berufen. Als ausgesprochen Russophiler war er Gegner der Orientierung Bulgariens nach Westeuropa und auch der 1885 erfolgten Vereinigung des Fürstentums mit der autonomen Provinz Ostrumelien. Da er diese Position auch publizistisch vertrat, geriet er politisch und hinsichtlich seiner Karriere zeitweise ins Abseits. So arbeitete er nach dem Rücktritt als Minister zunächst wieder als einfacher Richter, bis er nach seinem zweiten Ausscheiden aus der Regierung 1886 zunächst zum Präsidenten des Sofioter Appellationsgerichtes und 1887 erneut zum Präsidenten des Obersten Kassationsgerichtes ernannt wurde.
In seinen letzten Lebensjahren widmete sich Stojanow neben seiner amtlichen Tätigkeit vor allem dem Aufbau einer eigenen bulgarischen Juristenausbildung an der 1888 zunächst nur mit einer philologischen Fakultät gegründeten Hochschule in Sofia. Ab 1892 lehrte er dort Öffentliches Recht, 1894 wurde diese Hochschule zur Universität Sofia mit einer eigenen juristischen Fakultät.

## Politische Karriere
Stojanow war Mitglied der ernannten Notabelnversammlung, die zwischen dem 10. Februar und dem 16. April 1879 als verfassunggebende Nationalversammlung in Weliko Tarnowo tagte und in den ersten zwei Legislaturperioden Mitglied (und Vizepräsident) der regulären Nationalversammlung in Sofia (bis Ende 1880). Im April 1880 berief ihn der neuernannte Ministerpräsident Dragan Zankow als Justizminister in sein Kabinett, jedoch musste diese Regierung schon im Dezember des gleichen Jahres nach einer Parlamentswahl zurücktreten.
In der nach der erzwungenen Abdikation des Fürsten Alexander I. im Mai 1886 gebildeten Übergangsregierung Tarnowski (2.) war Stojanow für drei Tage Außenminister seines Landes.

## Sonstiges
Seit 1875 war Stojanow korrespondierendes, seit 1884 ordentliches Mitglied der Bulgarischen Literarischen Gesellschaft, aus der 1911 die Bulgarische Akademie der Wissenschaften hervorging.